# Jean-Abdo Arbach
Jean-Abdo Arbach, BS, (né le 28 juin 1952 à Yabroud en Syrie) est un prélat de l'Église catholique. Depuis 2012, il est l’archéparque grec-catholique melkite de Homs, Hama et Yabroud.

## Biographie
En 1966, Jean-Abdo Arbach a commencé ses études au séminaire et a vécu dans le monastère voisin. 
En 1977, il est entré dans la congrégation melkite de l'Ordre basilien du Très Saint Sauveur et prononce ses vœux religieux. 
Le 2 décembre 1979, Arbach est ordonné diacre ; il reçoit le 24 août 1980 l'ordination sacerdotale dans l'ordre basilien. La consécration a été faite par l'archevêque de Beyrouth et Jbeil (en), Habib Bacha (en). 
De 1980 à 1986, il a été directeur et professeur d’arabe au séminaire. Arbach a occupé un certain nombre de postes dans des séminaires et au sein de la communauté religieuse. Il séjournait à l'université Saint-Esprit de Kaslik et a obtenu un diplôme en liturgie et en langue arabe. Arbach a été à la tête du séminaire épiscopal de Zahle et Furzol et a étudié la psychologie à l'Université nationale du Liban. 
De 1997 à 2004, il a été pasteur de l'église Saint-George à Cordoba, en Argentine, et directeur de l'ordre basilien. 
En 2004, Arbach est retourné dans le diocèse de Zahlé et Furzol, et a été recteur du Collège Oriental, où il a enseigné l'arabe, le français et l'espagnol. Il a dirigé des retraites, enseigné le catéchisme et publié des articles dans diverses revues.

## Exarque
Le 17 octobre 2006, il est devenu l'exarque de l'Argentine, évêque titulaire de Hilta, et nommé évêque catholique titulaire par le pape Benoît XVI, avec nomination simultanée. Sa nomination comme évêque titulaire de Palmyre (de) des Melkites a été décrétée le 11 novembre 2006. 
Le 3 février 2007, Arbach a été ordonné évêque par le patriarche Grégoire III Laham, BS. Ses co-consécrateurs étaient Abraham Nehmé (en) (archevêque de Homs) et Georges El-Murr (en) (archevêque de Petra et de Philadelphie). 
À ce titre, il a organisé le 7e Congrès devant les évêques et prêtres melkites en exercice en Amérique du Sud, sous la direction du patriarche melkite d'Antioche Grégoire III Laham à Cordoba (Cordoue) du 30 août au 3 septembre 2010. 
En octobre 2010, Arbach a participé à Rome au Synode des évêques pour le Moyen-Orient. 
Le 23 juin 2012, Abdo Arbach a été nommé archevêque de l'archéparchie melkite grecque-catholique de Homs, Hama et Yabroud.